# Roluf Lucht
Roluf Wilhelm Lucht (* 17. August 1901 in Süderende auf Föhr; † 10. April 1945 in Vienenburg) war ein Offizier, zuletzt General-Ingenieur, der deutschen Luftwaffe im Zweiten Weltkrieg.

## Leben
Roluf Lucht war ein Sohn des Pastors Johannes Lucht und besuchte eine Schule in Flensburg. Von 1920 bis 1925 studierte er Schiff-, Schiffsmaschinen- und Flugzeugbau an der Technischen Hochschule Berlin. Während dieser Zeit arbeitete er nebenbei 1920 bei der Flensburger Schiffbau-Gesellschaft, 1923 bei der Bugsier-, Reederei- und Bergungsgesellschaft in Hamburg und 1923/24 bei Blohm + Voss, ebenfalls in Hamburg. 1924 diente er als Freiwilliger bei der Schiffstammdivision der Nordsee. Nach dem Studium in Berlin war er für ein Jahr für ein Studium der Volkswirtschaft an der Universität Kiel. 1926 absolvierte er ein Praktikum bei der Rohrbach-Metallflugzeugbau GmbH in Berlin, wo er anschließend für drei Monate als Konstrukteur arbeitete.
Im gleichen Jahr wechselte er an die Deutsche Versuchsanstalt für Luftfahrt nach Berlin-Adlershof und war zugleich am Heereswaffenamt. Anfangs war er Hilfsreferent, wurde dann Referent und Gruppenleiter.
Projekte im Heereswaffenamt (Auswahl):
- 1929 gab er den Auftrag zum Bau einer Attrappe in Originalgröße inklusive Waffenständen der Focke-Wulf Fw 42.
- 1932 wurde ihm der vermeintliche Neuentwurf Do 15 für eine Neuausschreibung des Heereswaffenamtes für die Entwicklung eines Schnellverkehrsflugzeugs zugestellt. Da es sich aber um den bereits entwickelten Typ Do Y handelte, wurde der Entwurf abgelehnt.

1933 kam er als Gruppenleiter an das Reichsluftfahrtministerium (RLM) und wurde im Herbst 1936 Leiter des Technischen Amtes. Zugleich wurde er als Oberstabsingenieur zum Chefingenieur des Technischen Amtes. In dieser Position wurde er Anfang Juli 1939 nach der Einrichtung der Dienststellung des Generalluftzeugmeisters zum General-Ingenieur befördert und Leitender Chefingenieur.
Projekte im Reichsluftfahrtministerium (Auswahl):
- Am 9. Februar 1935 erhielt Focke-Wulf vom RLM den Auftrag zum Bau eines Prototyps, der die Bezeichnung Fw 61 bekam, von Focke-Wulf selbst aber immer nur „F 61“ genannt wurde. Lucht war es, der für die Erweiterung des Auftrags auf ein zweites Flugzeug sorgte, was am 19. Dezember 1935 geschah.
- Eine Entwicklungsprogramm-Besprechung am 20. Januar 1937 unter Leitung von Major Werner Junck, der inzwischen von Richthofen in der Leitung von LC II gefolgt war, und an der Lucht teilnahm, ergab, dass für die Firmen Weser Flugzeugbau (vorher Rohrbach), Bücker, Ago, Klemm und Fieseler „keine weiteren Aufgaben vorhanden seien und auch nicht damit zu rechnen sei, da anfallende Aufgaben in Zukunft von den übrigen Entwicklungsfirmen geleistet werden könnten“.
- Unter der Leitung des Generalluftzeugmeisters, Generalfeldmarschall Erhard Milch, fand am 7. August 1942 im RLM eine Entwicklungsbesprechung zur Ar 232 statt. Lucht war gegen eine Weiterführung der Projektes, Milch setzte sich aber letztendlich durch und stoppte die Arbeiten am Modell nicht.
- Entwicklung der Ar 234: Lucht war in die Entwicklung des Flugzeugs eingebunden und hatte bereits im Februar 1941 mit Walter Blume die Fertigung einer A0-Serie von sechs Flugzeugen besprochen.[2] Nachdem weitere Modelle umgesetzt worden waren, wurde er durch Blume am 2. Februar 1945 darüber informiert, dass der modifizierte Ar 234 P2 durch das Technische Amt priorisiert und das Projekt um den Ar 234 P5 abgebrochen werde.[3]

1940 wurde er zum Generalstabs-Ingenieur und im darauffolgenden Jahr Generalchefingenieur der Luftwaffe. 1941 schlug Lucht Fieseler Robert Lusser als Nachfolger von Erich Bachem als Technischen Leiter der Fieseler-Werke vor.
Nach dem Tod von Theo Croneiß Ende 1943 war er bis Kriegsende zusätzlich als Betriebsführer bei der Messerschmitt GmbH in Regensburg. Später kam die Produktionsstätte in Augsburg dazu.
Im August 1944 kam er für sogenannte Sofortmaßnahmen in den Rüstungsstab. Bei einer Rüstungsstab-Besprechung am 4. August 1944 unter der Führung Lucht wurde beschlossen, u. a. die Muster He 177 und Me 410 zu streichen, wodurch die Firma Bachmann, von Blumenthal & Co. ihre Reparaturaufträge für die Muster verlor. Mit der Gründung am 15. September 1944 wurde er Leiter der Entwicklungshauptkommission Flugzeuge des Reichsministers für Bewaffnung und Munition.
1939 und 1940 war er Vorstandsmitglied des Vereins Deutscher Ingenieure (VDI).
Bis 1942 war er u. a. mit dem Orden vom Stern Italiens, dem Orden der Krone von Italiens und dem Orden der Krone von Jugoslawien II. Klasse ausgezeichnet worden. Er war auch Mitglied des Senats der Lilienthal-Gesellschaft für Luftfahrtforschung und Mitglied des Vorstandes des Vereins Deutscher Ingenieure.
Lucht kam 1945 bei einem Flugzeugunfall ums Leben.